# Туризм в Уганді
Туризм в Уганді — один із секторів економіки цієї країни.

## Загальні відомості
Дика природа є головною туристичною визначною пам'яткою країни. Туристична інфраструктура розвинена тільки в Кампалі та інших великих містах. Туристам при собі необхідно мати закордонний паспорт, візу та зробити щеплення проти жовтої гарячки і холери.
У 2000 році Уганду відвідало 191 276 туристів. Надходження до бюджету країни від туризму, за 2000 рік, склали 149 млн доларів США. У 1996 році в країні було 3 887 номерів з 6 608 ліжками, 63 % номерів були зайняті.
За оцінками уряду США на 2002 рік, щоденна вартість перебування в Кампалі становить близько 237 $. Розрахункові щоденні витрати у місті Ентеббе становлять близько 164 $. В інших містах Уганди витрати значно нижче.